# Elevación del punto de ebullición
El punto de ebullición es la temperatura a la cual la presión de vapor de un líquido es igual a la presión atmosférica. Como el punto de ebullición, depende de la presión atmosférica, este variará al modificarse la presión atmosférica.
Es de conocimiento el punto de ebullición normal (cuando la presión atmosférica es 760 mm Hg) de ciertos líquidos, pero a veces es necesario saber el punto de ebullición de un líquido a una presión atmosférica distinta a 760 mm Hg, por ejemplo para hacer una separación de una mezcla por destilación.
Para calcular la variación que hay entre el punto de ebullición normal y el punto de ebullición a una presión atmosférica se puede aplicar la siguiente fórmula:
{\displaystyle {\Delta }T_{eb}=K_{SY}\ *\ (760-P)\ *\ (273,15+T_{eb,P})}
Que es conocida como la ecuación de Sidney-Young, donde: 
{\displaystyle {\Delta }T_{eb}} = Cambio en el punto de ebullición ({\displaystyle T_{eb,760}-T_{eb,P}})
{\displaystyle K_{SY}} = Constante de Sidney-Young. Si las presiones se indican en milímetros de mercurio (mm Hg) y las temperaturas en grados Celsius (°C), los valores de esta constante son, dependiendo de la polaridad del líquido:
```
     Polaridad         

  

    

      

        

          
K

          

            
S

            
Y

          

        

      

    

    
{\displaystyle K_{SY}}

  

     Polar           0,00012
     No Polar        0,00010
```

{\displaystyle {P}} = Presión dada a la cual se quiere medir el punto de ebullición (comúnmente la presión atmosférica).
{\displaystyle T_{eb}} = Punto de ebullición del líquido a la presión dada {\displaystyle (P)}.
Con un correcto manejo algebraico se puede determinar el punto de ebullición normal de un líquido al medir el punto de ebullición a una presión dada, conociendo la presión atmosférica durante el experimento.
{\displaystyle T_{eb,P}={\frac {T_{eb,760}-273,15K_{SY}(760-P)}{1+K_{SY}(760-P)}}}
Por ejemplo, si se está en Bogotá ({\displaystyle P} = 560 mm Hg) y se desea saber el punto de ebullición del agua y del cloroformo en dicha ciudad, éstos se pueden calcular:
Agua (Líquido polar {\displaystyle (K_{SY}=0,00012)}, {\displaystyle T_{eb,760}}=100 °C):
{\displaystyle T_{eb,P}={\frac {100-273,15(0,00012)(760-560)}{1+(0,00012)(760-560)}}}=91,3 °C
Cloroformo (Líquido no polar {\displaystyle (K_{SY}=0,00010)}, {\displaystyle T_{eb,760}}=62 °C):
{\displaystyle T_{eb,P}={\frac {62-273,15(0,00010)(760-560)}{1+(0,00010)(760-560)}}}=55,4 °C